# László Szász
László Szász (ur. 25 sierpnia 1966 w Várpalocie) – węgierski kierowca wyścigowy.

## Kariera
W wieku 14 lat rozpoczął ściganie się w kartingu. W 1983 roku ukończył technikum i został mechanikiem samochodowym. W latach 1983–1989 ścigał się w barwach klubu Ikarus SE Székesfehérvár. W roku 1986 został kartingowym mistrzem Węgier. W latach 1987–1988 był natomiast kartingowym mistrzem Węgier w Formule C/125. W sezonie 1989, ścigając się BMW M3, zdobył drugie miejsce w klasyfikacji mistrzostw Węgier w Dywizji 2.
W latach 1989–1994 ścigał się dla klubu Külker SC. W sezonie 1991 wystartował Reynardem 903 w trzech wyścigach Niemieckiej Formuły 3, zdobywając jeden punkt. W 1993 roku natomiast został na Węgrzech mistrzem Dywizji 2. W 1994 roku rozpoczął rywalizację w barwach Marmine Kft. Veszprém. Rok później założył zespół Szász Autó és Motorsport SE. W roku 1996, ścigając się dla zespołu Mozart Motorsport, został na Reynardzie mistrzem Węgier w kategorii II (gr. E). Rok później ponownie został mistrzem, zdobywając Dallarą mistrzostwo w kategorii II/2.

## Wyniki w Niemieckiej Formule 3
| Legenda oznaczeń w tabelach wyników Wyświetl szablon na nowej stronie | Legenda oznaczeń w tabelach wyników Wyświetl szablon na nowej stronie                                                                     |
| Oznaczenie                                                            | Wyjaśnienie |
| --------------------------------------------------------------------- | --- |
| Złoty                                                                 | Zwycięzca lub mistrzostwo |
| Srebrny                                                               | 2. miejsce lub wicemistrzostwo |
| Brązowy                                                               | 3. miejsce lub II wicemistrzostwo |
| Zielony                                                               | Ukończył, punktował (w klasyfikacji generalnej, gdy zdobył co najmniej jeden punkt na przestrzeni sezonu, poza trzema powyższymi opcjami) |
| Niebieski                                                             | Ukończył, nie punktował (w klasyfikacji generalnej, gdy nie zdobył co najmniej jednego punktu na przestrzeni sezonu)                      |
| Czerwony                                                              | Nie zakwalifikował się (NZ) |
| Czerwony                                                              | Nie prekwalifikował się (NPK) |
| Różowy                                                                | Nie ukończył (NU) |
| Różowy                                                                | Niesklasyfikowany (NS) (w klasyfikacji generalnej, gdy nie został sklasyfikowany w żadnym wyścigu sezonu)                                 |
| Czarny                                                                | Zdyskwalifikowany (DK) |
| Czarny                                                                | Wykluczony (WYK/EX) |
| Biały                                                                 | Nie wystartował (NW) |
| Biały                                                                 | Kontuzjowany (K/INJ) |
| Biały                                                                 | Wyścig odwołany (OD/C) |
| Bez koloru                                                            | Został wycofany (WYC/WD) |
| Bez koloru                                                            | Nie przybył (NP/DNA) |
| Bez koloru                                                            | Nie brał udziału w treningach (NT/DNP) |
| Bez koloru                                                            | Nie został zgłoszony (–) |
| Pogrubienie                                                           | Start z pole position |
| Kursywa                                                               | Najszybsze okrążenie wyścigu |
| †                                                                     | Nie ukończył, ale jego rezultat został zaliczony ze względu na przejechanie więcej niż 90% dystansu wyścigu.                              |
| *                                                                     | Sezon w trakcie |
| 1/2/3                                                                 | Punktowana pozycja w sprincie kwalifikacyjnym                                                                                             |
| Lista systemów punktacji Formuły 1                                    | |

| Rok  | Zespół                       | Samochód    | Silnik      | Wyniki w poszczególnych eliminacjach | Wyniki w poszczególnych eliminacjach | Wyniki w poszczególnych eliminacjach | Wyniki w poszczególnych eliminacjach | Wyniki w poszczególnych eliminacjach | Wyniki w poszczególnych eliminacjach | Wyniki w poszczególnych eliminacjach | Wyniki w poszczególnych eliminacjach | Wyniki w poszczególnych eliminacjach | Wyniki w poszczególnych eliminacjach | Wyniki w poszczególnych eliminacjach | Pkt. | Msc. |
| ---- | ---------------------------- | ----------- | ----------- | ------------------------------------ | ------------------------------------ | ------------------------------------ | ------------------------------------ | ------------------------------------ | ------------------------------------ | ------------------------------------ | ------------------------------------ | ------------------------------------ | ------------------------------------ | ------------------------------------ | ---- | ---- |
| 1991 |                              |             |             | Belgia                               | Niemcy                               | Niemcy                               | Niemcy                               | Czechosłowacja                       | Niemcy                               | Niemcy                               | Niemcy                               | Niemcy                               | Niemcy                               | Niemcy                               | 1    | 26   |
| 1991 | Hungária Biztosító Autósport | Reynard 903 | Mugen Honda | -                                    | 17                                   | 19                                   | 10                                   | -                                    | -                                    | -                                    | -                                    | -                                    | -                                    |                                      | 1    | 26   |